# أوتو سيليرا 500 لتر
طائرة أوتو سيليرا 500L هي طائرة خفيفة للأعمال والاستخدامات العملية، طورتها شركة أوتو للطيران الأمريكية الناشئة. وبحلول نوفمبر 2021م، أُجريت 55 رحلة تجريبية ناجحة  ، ومن المقرر إطلاقها في الفترة من 2024م إلى 2025م. مزودة بمحرك ديزل متردد واحد من طراز RED A03 بتصميم دافع ، وتتسع لستة ركاب. سُميت الطائرة تيمنًا بالكلمة اللاتينية « سيلير» التي تعني «سريع».